# Plaza de mercado

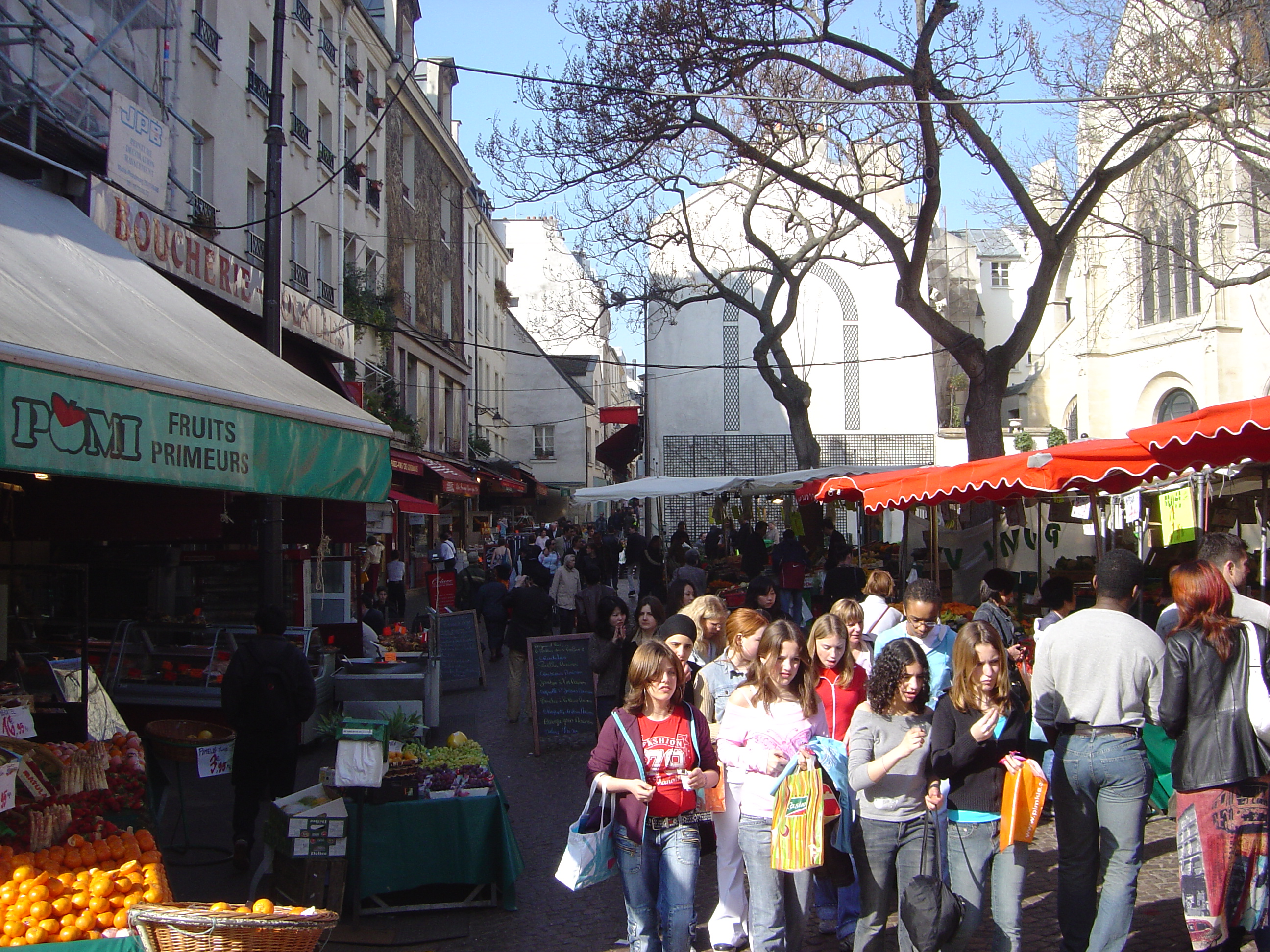
Mercados callejeros tales como este en Rue Mouffetard, París aún son comunes en Francia. Revendedores y campesinos venden frutas y vegetales, pero también carne y pescados, y otros productos.

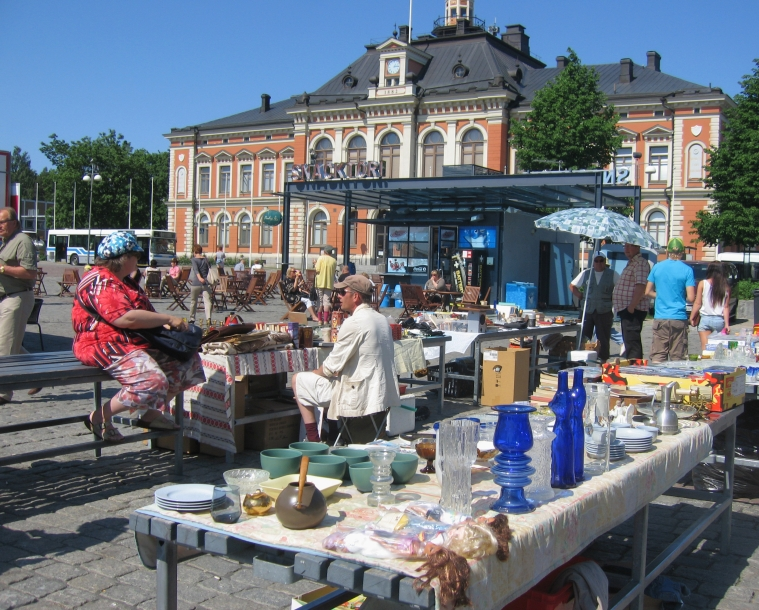
Mercadillo en la plaza de Kuopio un sábado de verano, con el Ayuntamiento de Kuopio al fondo.

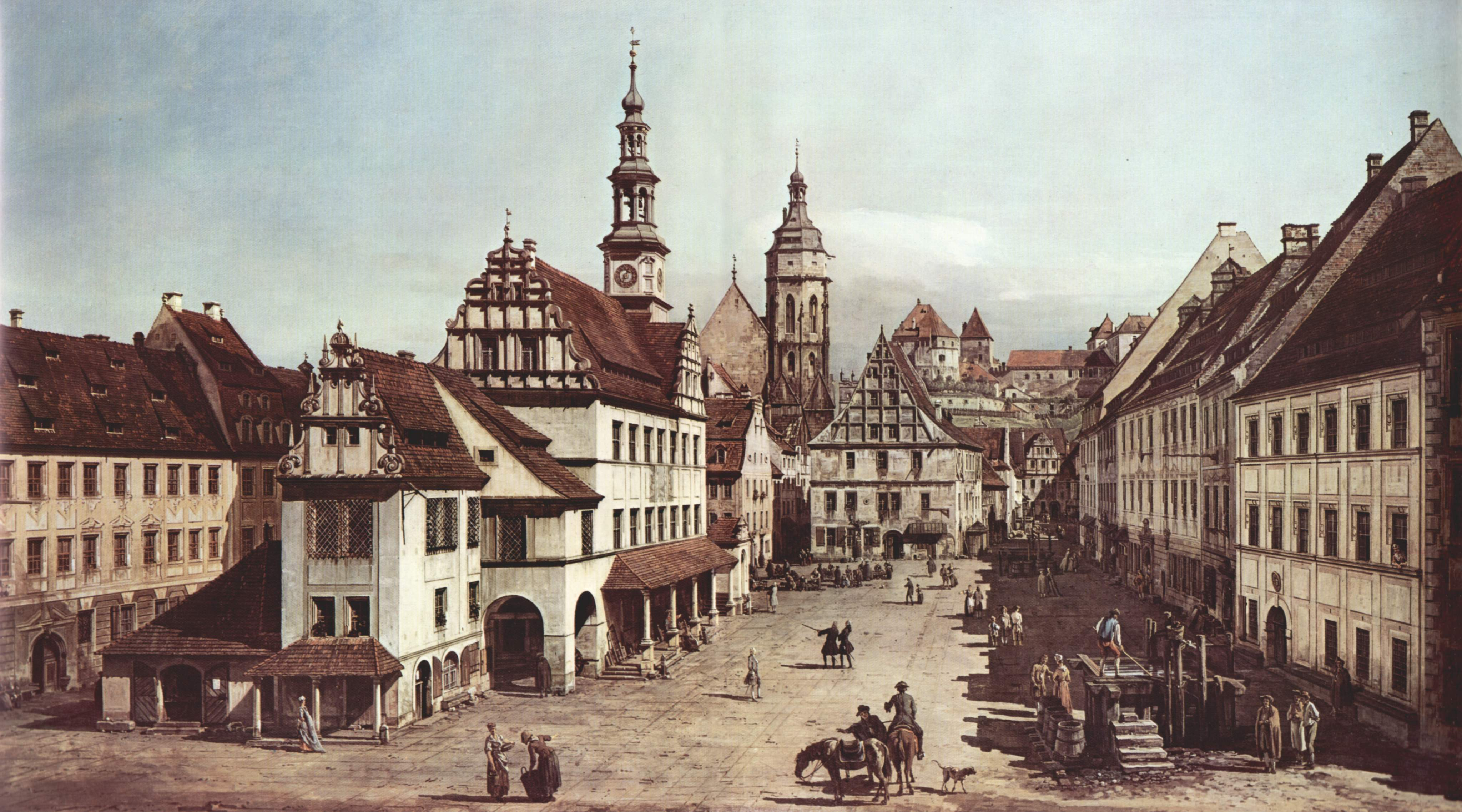
Plaza del mercado de Pirna, por Canaletto, 1753-1754.

Una plaza de mercado es cualquier plaza donde se instaura un mercado, tanto si es abierta como si es cubierta.

## Plaza del mercado en distintas culturas
En la Antigua Grecia el ágora era el término utilizado para designar a la plaza pública de las ciudades-estado griegas (polis). Era un espacio abierto, centro del comercio (mercado), de la cultura y la política de la vida social de los griegos. 
En las antiguas ciudades romanas el foro originalmente era el término usado para referirse al lugar de la ciudad donde se establecía el mercado. Posteriormente el foro se fue transformando en un espacio público con funciones comerciales, financieras, religiosas, judiciales y de prostitución, además de ser el lugar donde los ciudadanos romanos realizaban comúnmente su vida social. 
En el urbanismo español e hispanoamericano, la plaza del mercado es conocida como Plaza Mayor —las otras se denominan plazuelas—, mientras que en el musulmán corresponde al bazar. La tendencia a cubrir las plazas abiertas de mercado respondía a los ideales higienistas del siglo XIX, y desarrolló una particular arquitectura utilizando las nuevas posibilidades de la arquitectura del hierro. El concepto no se aplica tanto al nuevo concepto de centro comercial, propio de finales de siglo XX y comienzos del XXI.
En la cultura anglosajona, una plaza de mercado es cualquier población donde se celebre mercado, de forma continua o periódica, especialmente si es importante en una comarca o destaca por algún motivo desde un punto de vista agrícola, mercantil o financiero; por ejemplo, las que celebran una feria.

## Consideraciones antropológicas
La visión de la antropología sobre los lugares de mercado es la de lugares donde se intercambian no sólo productos, sino también informaciones de todo tipo y donde se establecen y renuevan lazos personales y grupales.[cita requerida]

## Véase también

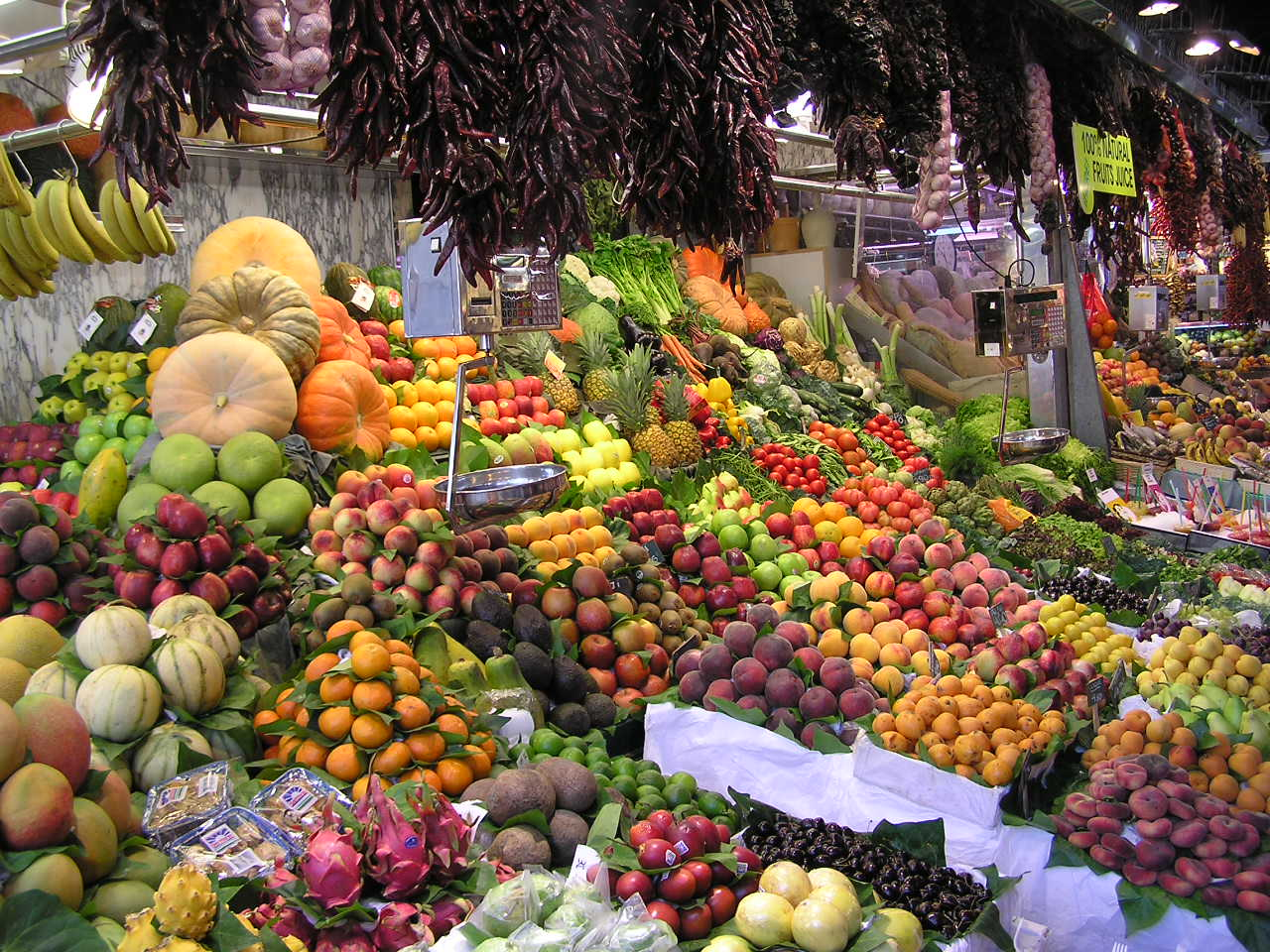
Mercado en Barcelona, España.